# Fiscaglia
Fiscaglia (Fiscàja in dialetto ferrarese) è un comune italiano sparso di 8 478 abitanti della provincia di Ferrara in Emilia-Romagna. È stato istituito il 1º gennaio 2014 dalla fusione dei comuni di Massa Fiscaglia, Migliarino e Migliaro, che ne costituisce il capoluogo.

## Geografia fisica

### Territorio
Fiscaglia è un comune, il cui territorio è posto fra i 25 e i 35 chilometri ad est di Ferrara e tra i 15 e i 20 chilometri a nord-ovest di Comacchio, suddiviso in tre centri abitativi lungo il Volano, una diramazione del Po attualmente ridotta a canale di bonifica, ma che nella prima parte del medioevo ne costituiva il principale ramo deltizio.
Interamente pianeggiante (altitudine massima 3 metri) ed in parte sotto il livello del mare, il territorio era originariamente caratterizzato da una successione di valli (bacini lacustri, talvolta salmastri) e paludi deltizie, separate da dossi, con un precario equilibrio idrografico. La coltivazione è stata resa possibile da continui interventi di canalizzazione e bonifica, particolarmente estesi ed intensi nella seconda metà del XIX secolo. Ora le campagne si caratterizzano per ampi lotti in coltura industriale, a relativamente bassa densità abitativa.
I terreni sono costituiti da depositi palustri-alluvionali di tipo argilloso (argille organiche e lenti di limi sabbiosi), sebbene siano ancora visibili tracce di qualche cordone dunoso, residuo delle antiche linee di costa. Geologicamente recenti ed abbastanza potenti (ossia costituiti da strati molto spessi, con granulometria piuttosto uniforme), ricchi di torbe che li rendono tendenzialmente acidi, sono di norma con la falda freatica in prossimità del piano campagna e frequentemente saturi.

### Clima
La stazione meteorologica a norma ORM più vicina è quella di Codigoro. Nel territorio comunale, a Migliarino, è presente una stazione meteorologica amatoriale.
In base alla media trentennale di riferimento 1961-1990, la temperatura media del mese più freddo, gennaio, si attesta a +2,1 °C; quella del mese più caldo, luglio, è di +23,5 °C.
- Classificazione climatica: zona E, 2269 GR/G

## Origini del nome
Il più probabile significato del toponimo altomedievale «Massa Fiscalie» (riportato anche come «Masse Fuscalie», «Massa Phiscalia» e «Massam item cognomento Fiscaliam») indica l'esistenza di una "massa di beni" (o, dal celtico mas o mae, campo, gran campo, prato) che in seguito a confische divenne "con-fisco" (lat. fĭscu(m), "cesto" poi “cassa dello Stato”), zona in cui si imponevano tasse a favore del fiscus Caesaris, ossia la cassa privata dell'imperatore, in contrapposizione all'ager publicus, l'erario statale, suggerendo l'ipotesi di un'origine tardo-romana.
«Migliaro», come «Migliarino», deriva da miliarium, pietra miliare.

## Storia

### Medioevo

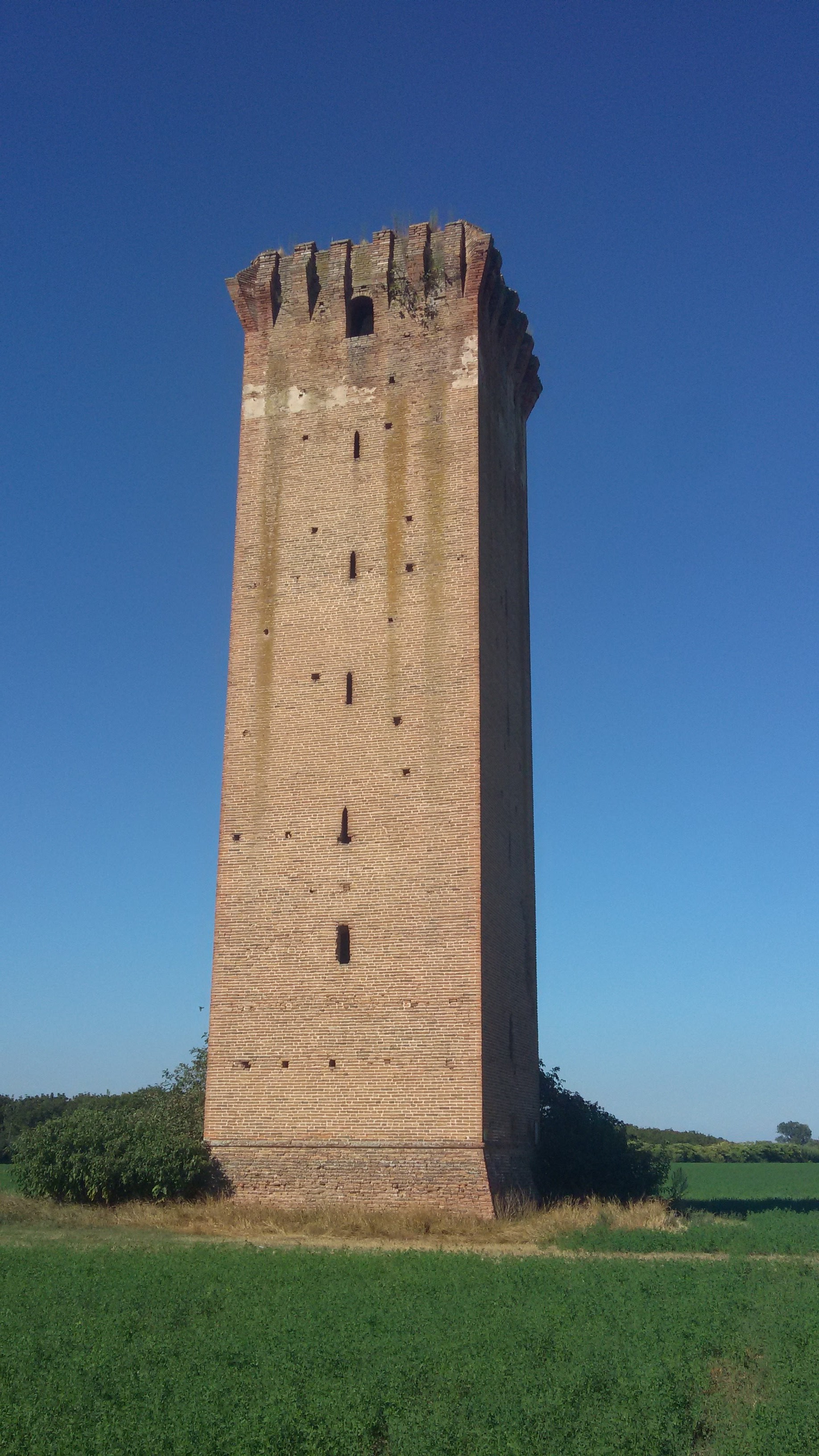
Torre di Tieni, torre difensiva e doganale, eretta dagli Estensi in difesa dagli attacchi dei Veneziani

L'etimo del toponimo «Massa Fiscalie» assieme all'autonomia del consortium, lascia pensare a due possibili ipotesi sulla sua origine: la prima è che sia frutto di una confisca nel VI secolo dell'Esarcato di Ravenna, poi organizzata a castrum a scopo difensivo. Come nota Procopio di Cesarea in una sua missiva, presso l'Esarcato si riscontravano infatti diverse proprietà appartenenti al fisco, molte delle quali provenienti da re ostrogoti.
La seconda ipotesi, sostenuta da alcuni studiosi locali, è che l'origine sia tardo-romana. Ad avvalorare quest'ultima è anche il ritrovamento delle tracce di alcuni insediamenti romani (tra cui una stele funeraria e alcuni laterizi con timbro imperiale), principalmente lungo l'argine Trebbia e Gallare.
Meno probabile pare che l'origine derivi piuttosto da un insediamento arimanno dopo la caduta dell'Esarcato di Ravenna nel 750-751 ad opera dei longobardi (e quindi degli arimanni). Anche se nel Liber censuum Romanae Ecclesiae di papa Onorio III del 1192 si definisce «Masse Fuscalie» esplicitamente come arimanniam, tale zona fu però riconquistata circa 4 anni dopo da Pipino il Breve, tra il 754 e il 756. Le terre sottratte ai longobardi furono poi cedute alla Santa Sede da Carlo Magno nel 774 in ottemperanza alla Promissio Carisiaca. Pertanto, arimanniam andrebbe intesa come tipo di organizzazione comunitaria, non come comunità fondata da arimanni.
La prima menzione certa di «Massam item cognomento Fiscaliam» appare nel 921 in una bolla di papa Giovanni X il quale la concedeva ad Onesto, arcivescovo di Ravenna. Sempre nello stesso anno è menzionata in un placito su querela dell'arcivescovo, in quanto gli abitanti rifiutarono di assoggettarsi contestando la precedente appartenenza alla Chiesa. I giudici imperiali di Berengario I infine la riconoscono Patrimonium Petri.
La prima menzione del nome «Migliaro» ricade nel primo statuto comunale "concesso" da Ferrara (con l'intento di formalizzare il proprio dominio de facto nella zona, inasprendo il contenzioso con la Santa Sede) il 26 maggio 1219; in esso si dona in locazione perpetua alla comunità locale un vasto terreno sulla sponda destra del Volano, che da Codigoro giungeva a una distanza da Castracavallo di un miglio (da Stracavallo per un unum miliare sopra Padum). Infine la prima occorrenza del nome «Milliarini» è nel 1287 negli Statuta Ferrariae.
L'antica Fiscaglia però non corrisponde all'odierna Massa Fiscaglia, ma era un territorio molto più ampio che si estendeva interamente sulla desta del Po di Volano e sulla sinistra del Verginese tra Medelana, Codigoro e Lagosanto avendo come confine orientale il fiume Trebba.
Essa aveva il suo epicentro intorno alla pieve di San Vitale in Fiscaglia, presso Migliarino, la quale viene fatta risalire al VI secolo. Ad essa si aggiunsero la chiesa di Santa Margherita nel 1031 e l'abbazia di San Marco nel 1227 a Valcesura, il cui etimo riecheggia un'origine romana (portus salis versus Vallem Clusuriam, da cui Valcesura, ma di porti per il sale erano dotati tutti i tre centri principali; a Migliaro esiste ancora oggi un Vicolo Porto che portava alla Ripa sul Volano). Dei tre complessi religiosi, il primo, dopo tre secoli di abbandono, fu riedificato attorno al 1983, mentre degli altri due oggigiorno sono pervenuti solo ruderi.
Con l'intervento del Comune di Ferrara di inizio 1200, il quale mirava a controllare il Volano e forse ad espandersi fino a Pomposa, fu così costituita nella parte orientale la Massa Nova Fiscalie con una confinazione già allora ben definita che corrisponde ancora oggi agli attuali confini di Massa Fiscaglia.
La singolarità del «consortium» di Fiscalia è testimoniata dall'esistenza di antichi statuti comunali, leggi che regolavano la vita comunitaria nel Medioevo, segno che godettero di un'ampia autonomia. Per tutto il territorio ferrarese ne è stato reperito solo un altro, quello di Bondeno. Prima ancora degli statuti comunali si aggiungono alcuni rescritti del X e XI secolo che accennano ai privilegi già in essere. Tale organizzazione è definibile come un'unione di liberi (excertitales) insediati su un'arimannia.
Per la zona giocò sempre un ruolo determinante il Volano, lungo il quale (o perlomeno lungo l'attuale corso) sorgono i tre nuclei abitativi di Massa Fiscaglia, Migliaro e Migliarino. Tale ramo del Po ne fu il principale ramo deltizio a partire dal sconvolgimento idrologico del VI secolo, acquistando importanza nella navigazione fluviale, nonché militare.
Dalla lettura del corpo di leggi trecentesco si nota un grande interesse per l'ambiente, indotto dalla profonda instabilità idrografica di un territorio da sempre caratterizzato da paludi e valli, sulle quali la abitabilità e la messa a coltura dipendeva dalla manutenzione degli argini dei fiumi, a cominciare dal Volano che, con la sua notevole portata, poteva modificare l'assetto delle terre emerse e strappare all'agricoltura raccolti preziosi. I lavori di manutenzione del territorio erano obbligatori per tutti e non presupponevano remunerazione.

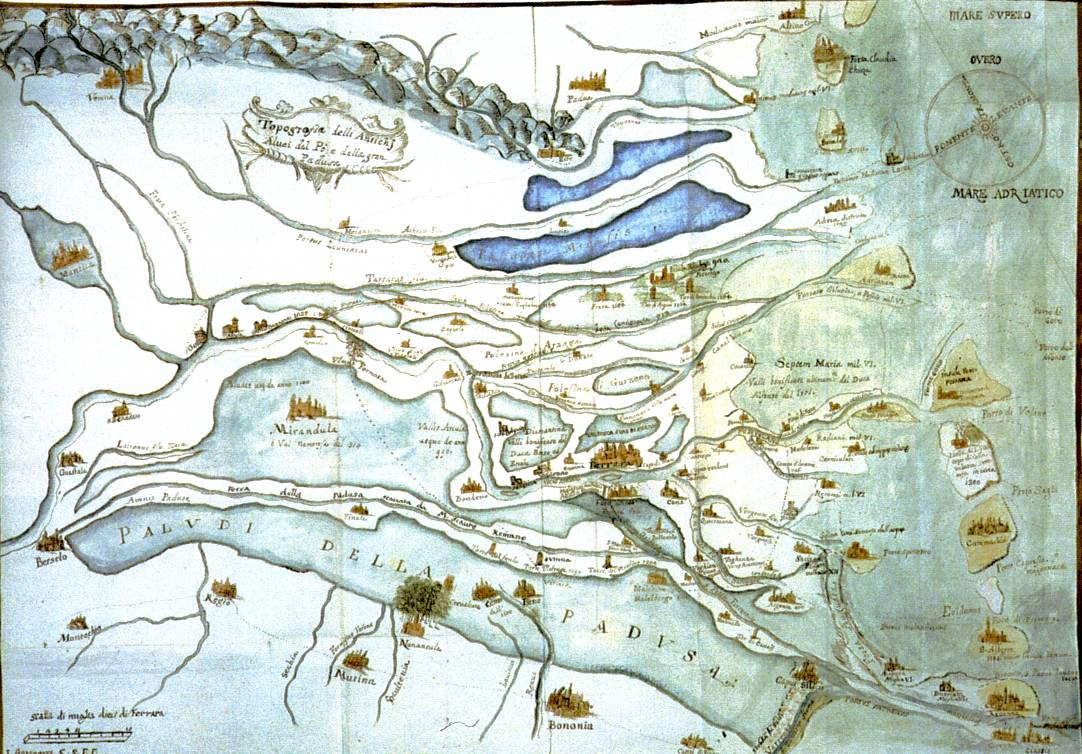
Il territorio ferrarese nel 1570.

### Dall'ultimo periodo Estense all'unità d'Italia
Nel 1598, con la fine del dominio Estense, i territori dei Comuni di Massa di Fiscaglia e Migliaro (quest'ultimo istituito nel 1577) entrarono a far parte dello Stato Pontificio, fino all'ottobre del 1796 con la costituzione della Repubblica Cispadana.
Nonostante gli sforzi per gli arginamenti e la cura dei canali, un peggioramento delle condizioni climatiche nel XVI-XVII secolo, assieme ai fenomeni di subsidenza, riportarono diversi territori circostanti, mai completamente bonificati, in uno stato semi paludoso, sebbene in condizioni relativamente migliori rispetto al VI-VII secolo, periodo di grandi sconvolgimenti idrici nella pianura padana, come la rotta della Cucca.
In questo lungo periodo di progressivi cambiamenti climatici, due furono gli avvenimenti che incisero drasticamente sulla rete idrografica ferrarese. Il primo fu il sisma del 17 novembre 1570: se durante tutto il dominio della signoria Estense il braccio principale del Po scorreva per Ferrara per poi dividersi nei rami di Volano e Primaro, successivamente l'acqua prese a incanalarsi con forza nel ramo di Venezia (allora Po di Corbola o Po del Mazzorno), fino ad allora marginale nell'immensità del delta.
Il secondo degli avvenimenti fu il Taglio di Porto Viro iniziato nel 1600, col quale il ramo di Venezia diventò definitivamente il braccio principale del Po e si determinò il quasi completo interramento del ramo di Primaro e una forte riduzione della portata del ramo di Volano, rendendolo poco utilizzabile per la navigazione di grandi imbarcazioni.
Come si può cogliere in una mappa del 1570, riportata qui a lato, la valle Padusa isolava a sud il territorio ferrarese, mentre Pomposa e Comacchio non erano quasi collegate con la terraferma.
Se si esclude l'isola della Corba e i dossi fluviali, la quasi totalità dei terreni sud e a est di Migliaro erano in stato paludoso o semipaludoso.
La costituzione nel 1605 del "Consortium di San Giorgio" e gli interventi del cardinale Sigismondo Chigi del 1673 (unita ad una sua riforma mirata ad alleggerire il carico della tassazione sulla comunità), migliorarono un poco la situazione. Nel frattempo l'economia della zona, da una tipologia mista agricola e valligiana, con i contributi derivati dal commercio fluviale e dall'avamposto militare/doganale di Tieni, si era portata ad una tipologia principalmente valligiana, la quale non poteva assicurare un sostentamento pari al precedente. Proseguì il declino della popolazione, già iniziato nel periodo rinascimentale. Se negli statuti comunali nel 1219 si può leggere che erano presenti 700 famiglie che, con approssimativamente 3-4 persone per focolare, fanno ipotizzare più di 2 500 persone, nel 1786 erano scese a 1 583. Scompaiono anche la pieve di S. Vitale, la chiesa di San Margherita, l'abbazia di S. Marco di Valcesura nel 1600, il seminario della collegiata di Massa Fiscaglia nel 1766 ed alcuni oratori.
Dal 9 febbraio al 4 luglio 1849 ci fu il breve governo della Repubblica romana prima della restaurazione dello Stato Pontificio, mentre il 21 giugno 1859 l'Emilia Romagna entrerà a far parte del Regno di Sardegna fino ad arrivare all'unità d'Italia.

### Dall'unità d'Italia ad oggi

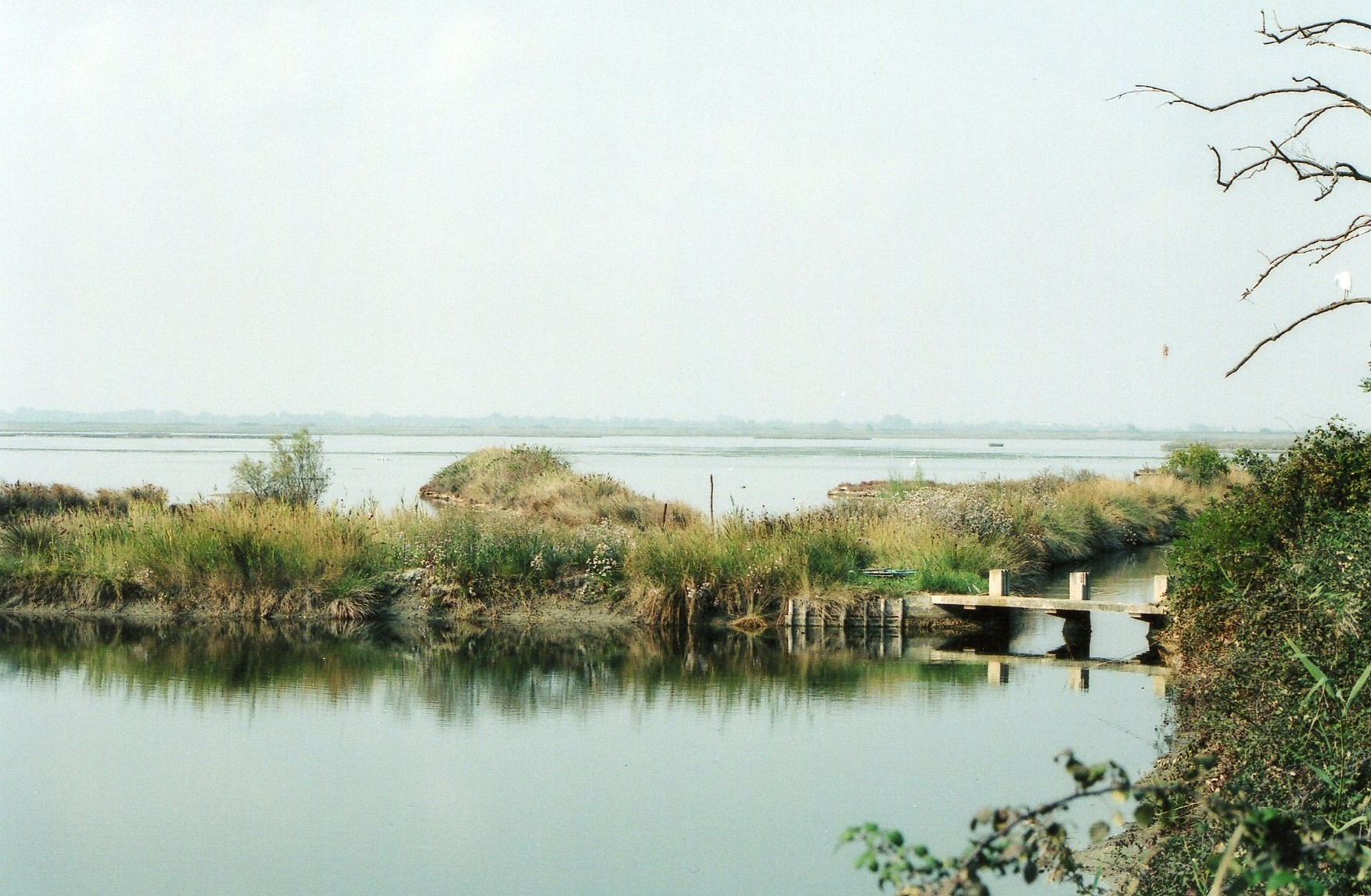
Valle di Canneviè a Codigoro, tipica zona umida.

L'aspetto e l'economia della zona mutarono in modo radicale con le grandi opere di bonifica rese possibili dall'introduzione e l'utilizzo su larga scala, negli anni seguenti all'unificazione dell'Italia, delle idrovore a vapore per il sollevamento meccanico delle acque.
Due dei primi grandi impianti del ferrarese, che da subito incisero in modo radicale sulla morfologia del territorio fiscagliese, furono lo stabilimento idrovoro di Marozzo a Lagosanto, collaudato nel 1874, per la bonifica di Valle Gallare (successivamente collegato alle valli Trebba e Ponti) e lo stabilimento idrovoro di Codigoro, costruito tra il 1873 e il 1875, entrambi basati sulla tecnica di sollevamento per pompaggio e lo scarico nel Po di Volano (acque alte) dei deflussi raccolti da un'ampia rete a giacitura più bassa (acque basse).
Agli impianti di sollevamento si aggiunsero gli sforzi normativi. Alla "Legge Lanza" del 20 marzo 1865, che disciplinava l'organizzazione degli enti territoriali, permettendo la delega da parte dello Stato dei compiti e attività di interesse nazionale (legge che, assieme a un decreto regio promulgato il successivo 30 aprile che dichiarava pubblicità utilita dei lavori di bonifica, consentì l'inizio della costruzione degli impianti idrovori), seguirono la legge n. 2605 del 1875 (con la quale iniziò la Grande Bonifica Ferrarese più a nord, nella valle di Ambrogio), la "Legge Baccarini" del 1882 (che mirava a vincere la malaria operando un vasto piano di bonifiche) e la Legge n.752 del 1908 ("legge Melli").
La prima grande bonifica fu quella della valle Volta (1756 ettari), iniziata nel 1874, seguita da valle Gallare (3700 ettari), alle quali si aggiunsero le adiacenti valli Provane, Raino e Dossi.
I protagonisti della prima fase furono innanzitutto il maggiore Vittorio Merighi, il quale si impegnò tenacemente e con grande profusione di denaro per la bonifica dei territori palustri per tutto il decennio successivo dall'Unità d'Italia, affiancato dal conte Francesco Aventi e da Cesare Paramucchi, presidente dell’Assunteria di Massafiscaglia, ai quali si aggiunse verso il 1870 l'ing. Girolamo Chizzolini di Milano, direttore del più prestigioso periodico agricolo nazionale, l'Italia agricola.
Gli sforzi economici sostenuti dalla Congregazione di bonifica furono tali che terreni liberati dalla prima valle finirono col diventare proprietà dei Pavanelli, agiata famiglia borghese che tanto influenzò l'economia locale, che la rivendette subito all'ing. Chizzolini stesso, il quale ottenne la proprietà, congiuntamente con i banchieri viennesi Schanzer e Klein, anche dei terreni di valle Gallare. Negli anni successivi passarono ad altri grandi proprietari terrieri o grosse società, senza mai interessare la gran massa degli abitanti della zona, la stessa impegnata dalle opere di bonifica, la quale si vide privata anche dalle forme di sostentamento valligiane e costretta ad impegnarsi nel lavoro agricolo sotto i nuovi grandi proprietari. Ne conseguirono violente agitazioni sociali che squarciarono la vita comunitaria.
Le proteste continuarono negli anni e si espansero nelle zone circostanti, esasperate anche dalla contestuale depressione del 1873-1895 che determinò un costante calo degli occupati nel settore agricolo.
Tuttora l'impegno sociale e politico del ferrarese orientale, rivolto spiccatamente verso i partiti di sinistra, è uno dei più alti d'Italia.

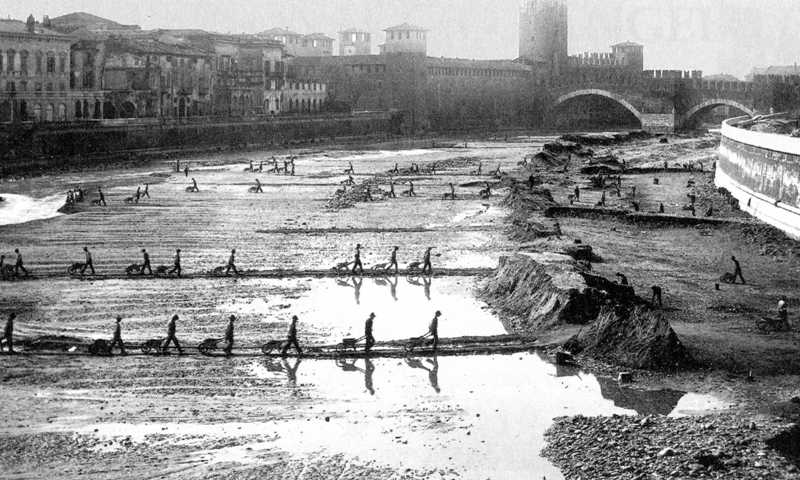
Scarriolanti al lavoro per elevare un argine, nella vicina Romagna.

Nonostante le profonde trasformazioni economico-culturali e le tensioni sociali, la popolazione complessiva crebbe notevolmente in seguito alle bonifiche, passando da 6 023 nel 1861, a 8 713 nel 1881, a 14 670 nel 1921 e a 19 103 nel 1951, a dispetto delle epidemie di colera del 1886 e di influenza spagnola nel 1919 e delle due guerre mondiali.
L'ultima grande bonifica ferrarese interessò la valle del Mezzano tra il 1956 e il 1964.
La popolazione raggiunse il suo massimo negli anni cinquanta del novecento, per poi crollare in seguito ai cambiamenti economici e sociali di quegli anni, che ridimensionarono le economie di tipo agricolo e valligiano, incoraggiando una forte emigrazione verso altre aree maggiormente sviluppate. Infatti la parte orientale del ferrarese non fu interessata da insediamenti industriali di rilievo, forse causa la scarsità delle vie di comunicazione. Priva di autostrade (la A13 passa a Ferrara), tuttora le uniche direttrici nord-sud sono la strada provinciale 68 R di Codigoro e l'antica via consolare Romea, ora strada statale.

### Simboli
A seguito di una consultazione popolare lo stemma e il gonfalone sono stati approvati con deliberazione del consiglio comunale n° 67 in data 30 dicembre 2019 e concessi con lievi modifiche con DPR del 13 dicembre 2022.
Il 30 luglio 2025, il consiglio comunale ha deliberato all'unanimità l'adozione dello stemma e del gonfalone sanciti dall'Ufficio Araldica del Ministero dell'Interno.
Stemma
L'aquila bicipite è ripresa dall'emblema di Migliarino e rappresenta il governo del territorio. Una campana era presente negli stemmi di Massa Fiscaglia e Migliarino, tale era l'importanza delle campane per la vita locale, ed è riprodotta anche nello stemma del nuovo comune nato dalla loro unione. Il miglio è un chiaro riferimento ai toponimi Migliarino e Migliaro ed è anche simbolo dell'abbondanza dei frutti della terra. Nella parte bassa le tre stelle rappresentano ognuno dei tre paesi che formano il comune.
Gonfalone

## Monumenti e luoghi d'interesse

### Massa Fiscaglia

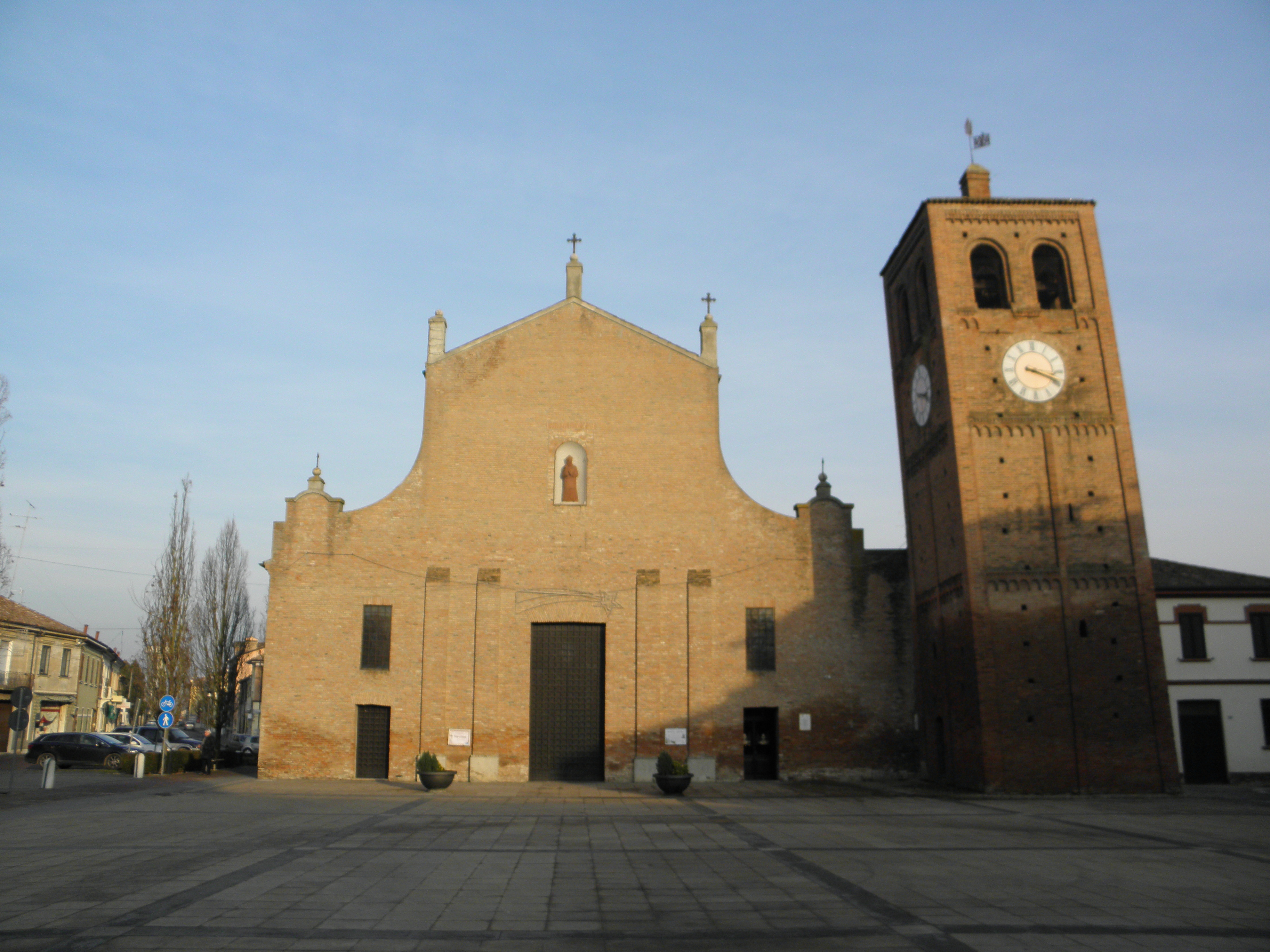
Chiesa dei Santi Pietro e Giacomo, a Massa Fiscaglia.

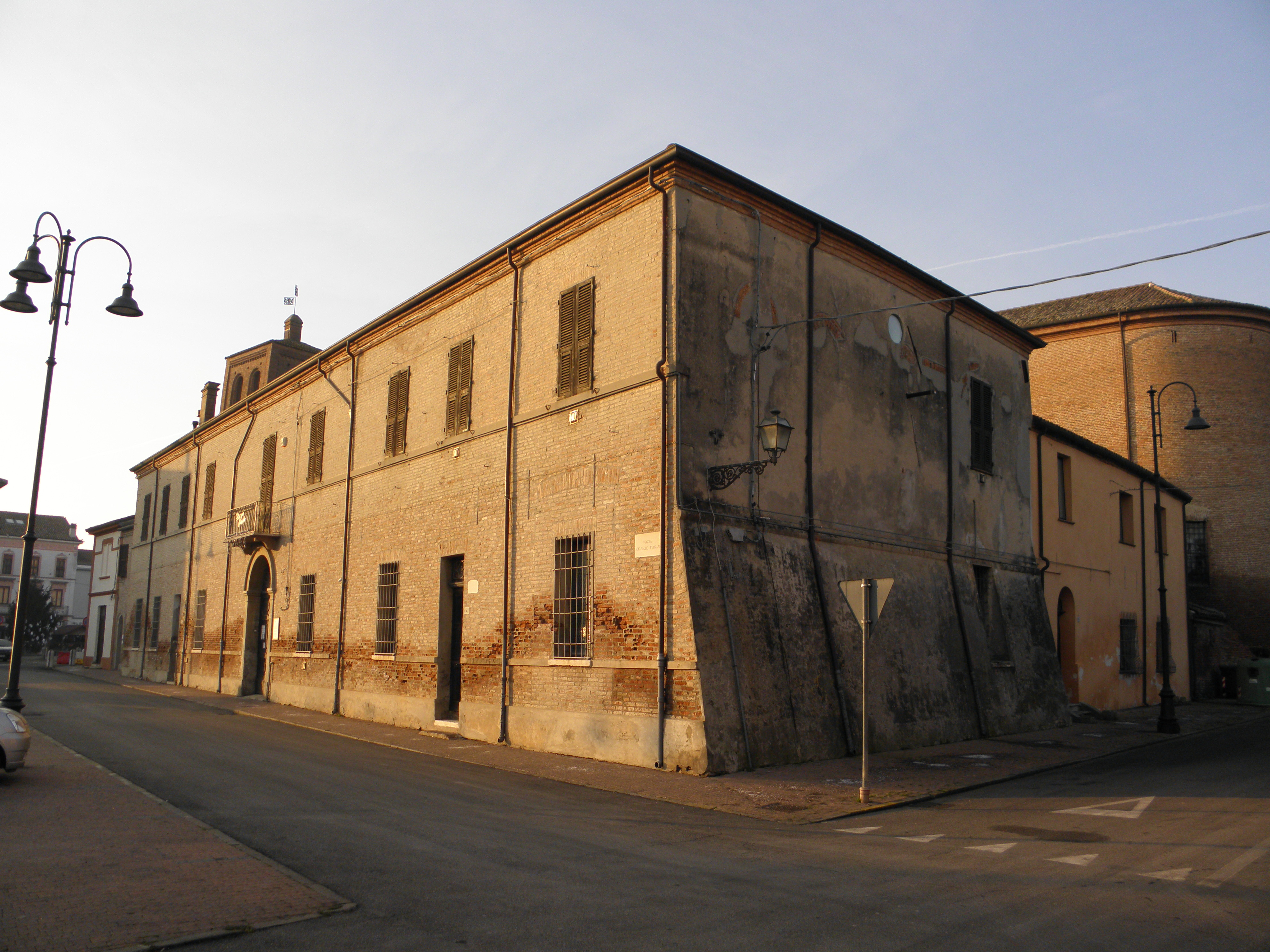
Palazzo del Vescovo, a Massa Fiscaglia.

- Torre di Tieni, torre difensiva medievale, con funzioni anche doganali, eretta dagli Estensi in difesa dagli attacchi dei Veneziani
- Santuario della Madonna della Corba, già presente nel XIV secolo, ricostruito nel 1901
- Chiesa dei SS. Pietro e Giacomo, rieretta tra il 1763 (il coro) e il 1796-1830 (il corpo centrale) con facciata realizzata in cotto in un sobrio stile neoclassico, sui resti di una pieve del XII-XIII secolo, di cui sopravvive il campanile in romanico lombardo e alcuni resti visibili sul lato sinistro[57]
- Palazzo del Vescovo, Edificio più volte rimaneggiato ed ampliato (l'ultimo importante intervento nel 1878) di cui vi è traccia certa dal 1430, residenza dei vescovi di Cervia, poi sede di seminario e casa canonica. Dal 2006 è sede museale con oggetti di arte sacra[58]
- Oratorio di Santa Maria della Rovere, oggi del Crocifisso della Rovere, in origine cappella privata di fine 1500, con interventi ottocenteschi e nel 1935
- Municipio, casa patronale ottocentesca riadattata in stile razionalista durante il ventennio fascista
- Ex oratorio di S. Antonio Abate (detto Cisulòn), annesso ad un omonimo ospizio dei pellegrini del XVII secolo, riedificato a partire dal 1862, convertito in ufficio postale

### Migliaro

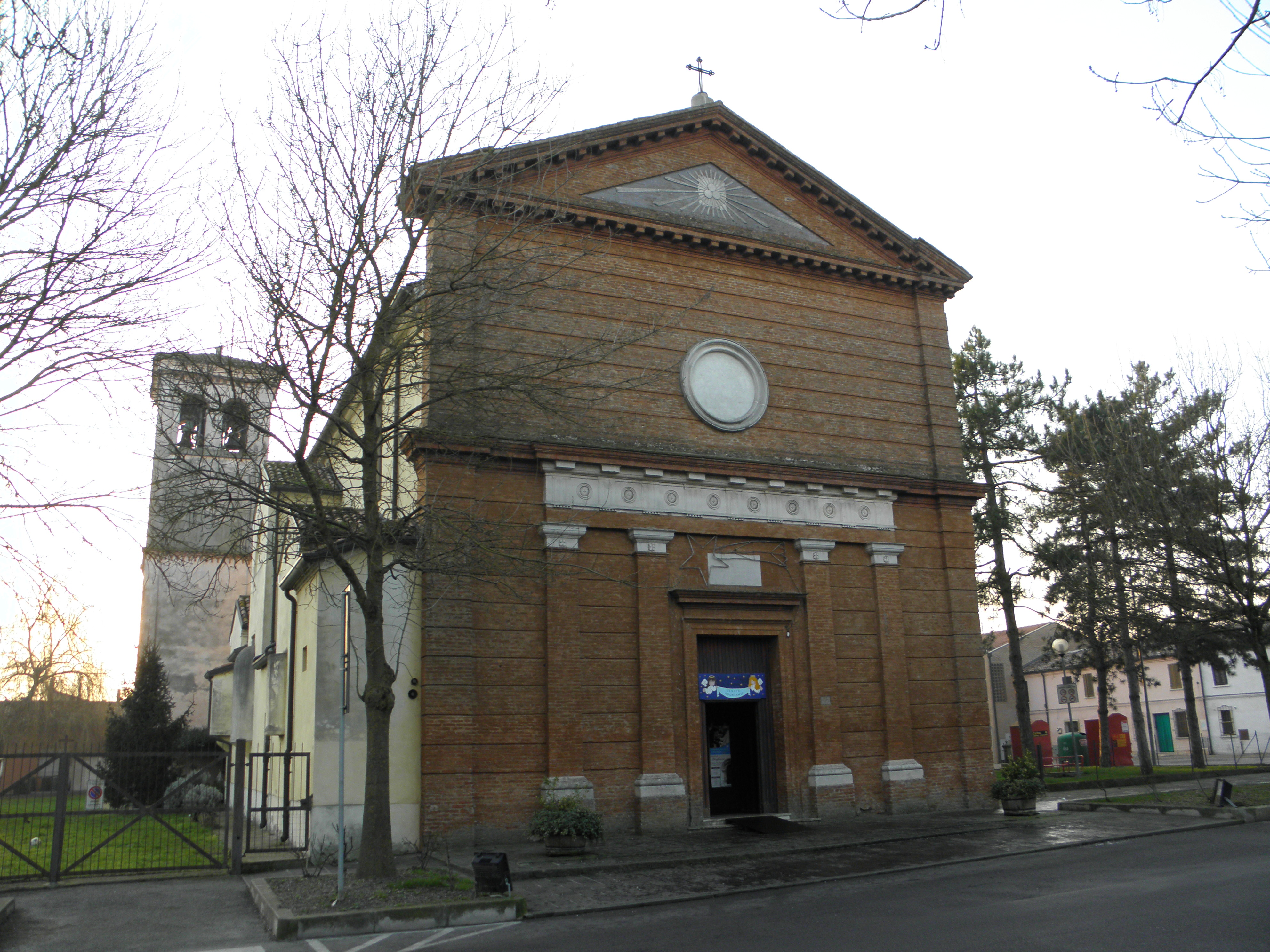
Chiesa della Natività di Maria Santissima, a Migliaro.

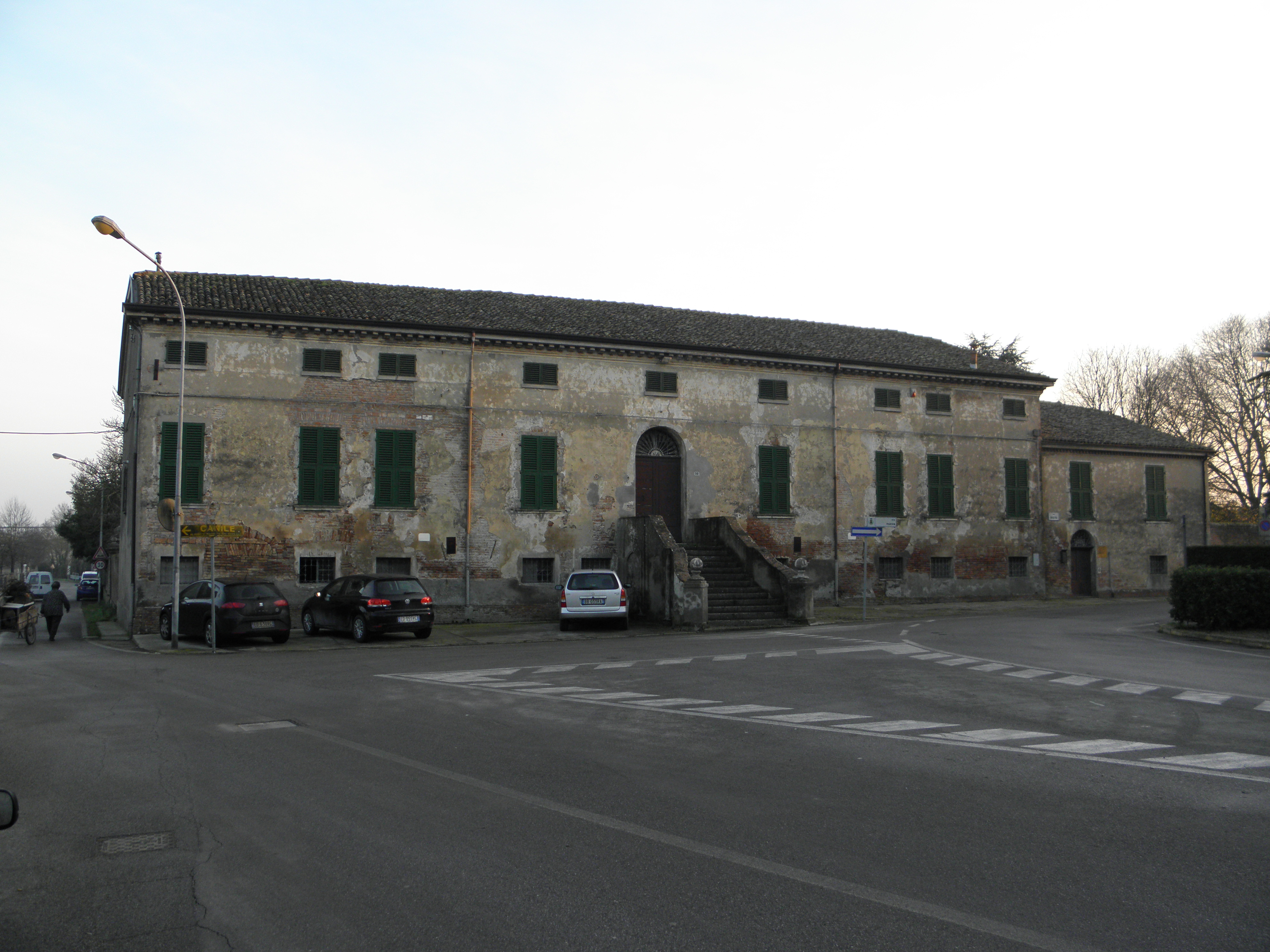
Palazzo Boccaccini, a Migliaro.

- Palazzo Rosso, edificio cinquecentesco per la Minuta e Piccola Giustizia, corrispondente all'odierna Pretura
- Chiesa della Natività di Maria Santissima, già citata nel 1240, riedificata nella seconda metà del XVI secolo[59], con una Madonna in Gloria del Scarsellino e torre campanaria utilizzata un tempo come faro per i pescatori[60]
- Palazzo Gallare, edificato nel primo Ottocento, in via Ariosto
- Palazzo Boccaccini, sobrio edificio dalla parte inferiore del 1780 ed in quella superiore con aspetti ottocenteschi
- Ruderi dell'oratorio di San Gaetano, di inizio 1700, noto come "la Giostra" per la sua forma ottagonale
- Abbazia di San Marco, del XIII secolo, un tempo affrescata dai discepoli di Giotto, di cui rimangono alcuni ruderi presso la stazione di Valcesura
- Casa Pavanelli, costruita su preesistente delizia estense dove lavorarono gli artisti Girolamo da Carpi e Camillo Ricci[61]
- Casa Novelli, in via Nuova, del XII-XIV secolo, il più antico edificio non in stato di rudere della zona[60]
- Palazzo Alberti, con caratteristico scalone
- Teatro comunale Severi, costruito in stile Liberty e recentemente restaurato
- Borgo Corte Cascina, esperimento di organizzazione urbanistica tra il 1961 e il 1963

### Migliarino

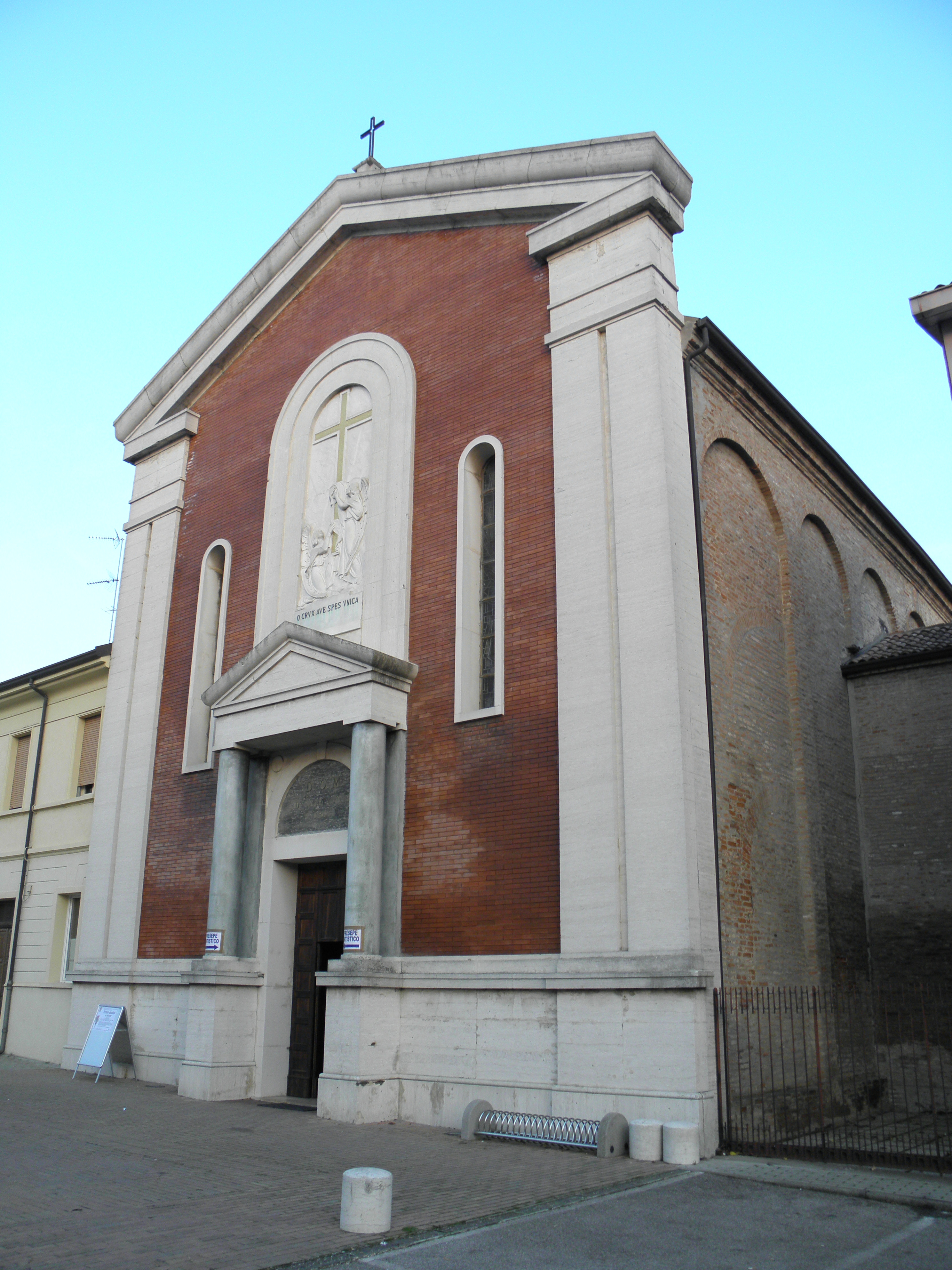
Chiesa di Santa Croce, a Migliarino.

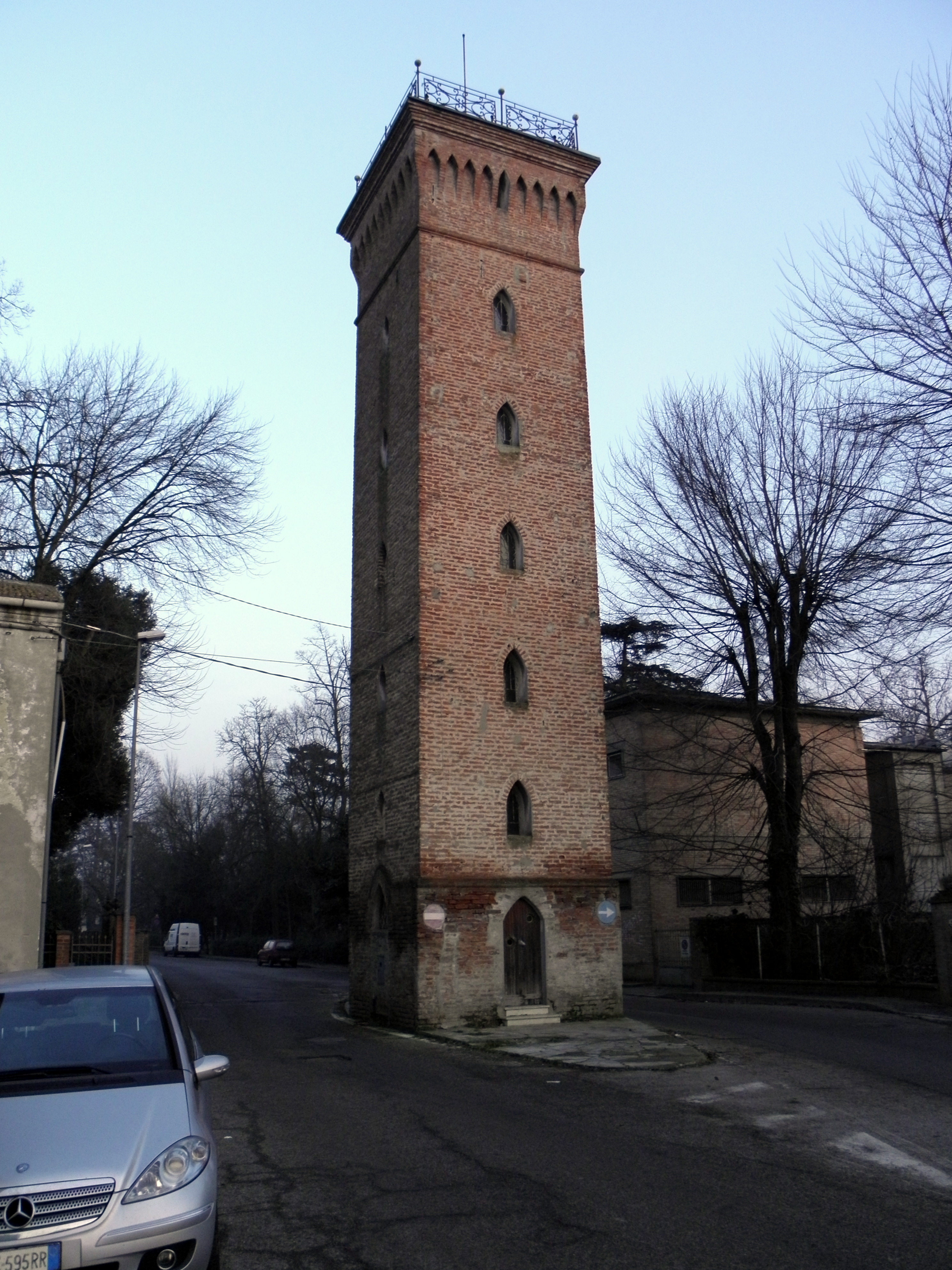
Torre Pavanelli di via Gramsci, a Migliarino.

- Chiesa della Santa Croce, edificata attorno al 1592, con elementi veneti, estensi e di scuola bolognese, facciata del 1838[60]
- Chiesa dell'Assunzione di Maria Vergine in località Cornacervina, già citata nel IX secolo[62], riedificata nel XVI secolo, campanile del XII secolo, con dipinti della scuola di Dosso Dossi[60]
- Pieve di San Vitale in Fiscaglia, fondata attorno al VI secolo[19], abbandonata attorno al XVII secolo, riedificata attorno al 1983, in forme neoclassiche sobrie, con mattone a vista[63]
- Palazzo comunale, risalente al 1893 su progetto dell'ing. Barbantini
- Palazzo ex Spini, altra realizzazione dell'ing. Barbantini, in stile neogotico
- Sette torri, alcune delle quali merlate in stile neomedievale, volute dal Pavanelli nel periodo della costruzione del palazzo comunale
- Villa Pavanelli-Forti, edificata nel 1886 su una preesistente costruzione dominicale del 1581
- Villa Bergamini, con le caratteristiche decorazioni neo-rinascimentali, in via Robustini
- Villa Bottoni-Dallago, in via Travaglio
- Villa Campanati, via San Bartolomeo
- Villa Canella, in via San Bartolomeo
- Villa Vincenzi, in via San Bartolomeo

## Società

### Evoluzione demografica
Abitanti censiti

### Etnie e minoranze straniere
Gli stranieri residenti nel comune, censiti al 31 dicembre 2014, sono 604, ovvero il 6,46% della popolazione. Di seguito sono riportati i gruppi più consistenti:
1. Romania, 137
2. Marocco, 80
3. Cina, 76
4. Macedonia, 58
5. Ucraina, 54
6. Serbia, 35
7. Albania, 33
8. Nigeria, 33
9. Pakistan, 21

## Cultura

### Biblioteche
- Biblioteca Comunale "Bruno Pasini" Via Castello Massa Fiscaglia 18 - 44027 Fiscaglia FE
- Biblioteca Comunale "Il Volano", Via Giacomo Matteotti Migliaro 123 - 44027 Fiscaglia FE
- Biblioteca Comunale, Viale Giacomo Matteotti Migliarino 11 - 44027 Fiscaglia FE

### Eventi
- Campionato mondiale della salama da sugo, seconda metà di febbraio, loc. Migliarino[66]
- Primo Maggio solidale, loc. Migliaro
- Fiera del Fiore, metà maggio, loc. Migliarino[67]
- Concorso letterario "Bruno Pasini", seconda metà di maggio, loc. Massa Fiscaglia
- Paninfesta, prima metà di giugno, loc. Massa Fiscaglia
- Fiera di sant'Antonio, 13 giugno circa, loc. Migliaro
- Festa del Borgo, fine giugno, loc. Borgo Cascina
- Fiera di Settembre, prima domenica di settembre, loc. Migliarino[68]

## Infrastrutture e trasporti
Tutte le tre località sono situate sulla strada provinciale 68 R.
Nel territorio comunale insistono quattro stazioni ferroviarie della linea ferrovia Ferrara-Codigoro: la stazione di Migliarino, la stazione di Valcesura, la stazione di Migliaro e la stazione di Massafiscaglia.
Fra il 1901 e il 1931, le tre località erano servite da un analogo impianto posto sulla tranvia Ferrara-Codigoro.

## Amministrazione

### Gemellaggi
- Tréveneuc, dal 1998 con Migliaro[69], rinnovato il novembre 2015 dal comitato di gemellaggio di Fiscaglia, in occasione della visita del sindaco Marcel Sérandour[70].
- Villabé, dal 2003, con Migliarino.

Migliaro nel novembre 2013 ha firmato un patto d'amicizia con Modriča, in Bosnia ed Erzegovina, rinnovato con Fiscaglia nel dicembre 2015.

### Altre informazioni amministrative

#### Storia amministrativa
il primo statuto comunale fu concesso a Terra Massae Novae Phiscaliae (corrispondente alla attuale Massa Fiscaglia) il 26 maggio 1219.
In seguito a supplica di alcuni residenti, il 13 novembre 1577 il duca Alfonso II d'Este istituiva il consiglio di 12 membri della comunità Milliaro et Rotta, indipendente da Massa di Fiscaglia.
Il consiglio fu riformato nel 1580 con i Capitoli sopra le Reformacione del Consiglio del Milliaro et Rotta.
Nel 1598, con la fine del dominio Estense, i territori dei Comuni di Massa di Fiscaglia e Migliaro entrarono a far parte dello Stato Pontificio, fino all'ottobre del 1796 con la costituzione della Repubblica Cispadana, la quale, con deliberazione del 1º giugno 1798 del Consiglio dei Seniori, istituì il comune di Sostegni (Migliaro) nel Circondario del Basso Volano, di cui era capoluogo Codigoro.
A seguito dei mutamenti apportati dal decreto 8 giugno 1805, in cui il Regno d'Italia fu diviso in dipartimenti, distretti, cantoni e comuni, Migliaro divenne un comune del cantone di Codigoro, compreso nel distretto di Comacchio, uno dei tre distretti, con Ferrara e Rovigo, che costituivano il Dipartimento del Basso Po.
Durante il periodo della Restaurazione papa Pio VII emanò il 6 luglio 1816 il motu proprio sull'organizzazione dell'amministrazione pubblica dello Stato Pontificio, col quale Migliaro diventò sede comunale, con appodiate le comunità Migliarino e di Fiscaglia.
Con Notificazione del 18 settembre 1816 e con Riparto dei governi e delle comunità dello Stato Pontificio con i loro rispettivi appodiati del 26 novembre 1817, Medelana divenne un appodiato del comune di Migliaro e i comuni di Massa Fiscaglia e Ostellato furono sottoposti al Governatore di Migliaro.
Successivamente Migliaro, al pari di Massa Fiscaglia, divenne Comune sottoposto al Governatore di Codigoro, mentre Migliarino rimase frazione di Migliaro fino al 1881.
Col Regio Decreto del 2 gennaio 1881,
su spinta dei già citati Pavanelli, la sede municipale del comune di Migliaro fu trasferita a Migliarino.
Successivamente, col Regio Decreto del 2 dicembre 1883 n. 1736 il comune di Migliaro assunse la denominazione di comune di Migliarino e la stessa località di Migliaro divenne frazione del nuovo comune.
Un primo esponente dei Pavanelli, Giuseppe, fu il primo sindaco di Migliaro dell'Italia unita (1860-1862), successivamente Carlo fu sindaco dal 1878 al 1895, praticamente in maniera ininterrotta.
Col DPR n. 936 del 5 giugno 1963, Migliaro e Migliarino si ridivisero in due comuni autonomi.
Con la LR n. 18 del 7 novembre 2013 in seguito a referendum, il 1º gennaio 2014 Massa Fiscaglia, Migliaro e Migliarino, ritornarono sotto un'unica amministrazione comunale.
| Periodo | Periodo   | Primo cittadino | Partito                         | Carica  | Note |
| ------- | --------- | --------------- | ------------------------------- | ------- | ---- |
| 2014    | 2019      | Sabina Mucchi   | Lista Civica "Fiscaglia Futura" | Sindaco |      |
| 2019    | 2024      | Fabio Tosi      | Lista Civica "Attiva Fiscaglia" | Sindaco |      |
| 2024    | in carica | Fabio Tosi      | Lista Civica "Attiva Fiscaglia" | Sindaco |      |

## Sport

### Società sportive calcistiche
- Unione Polisportiva Massese ASD Fiscaglia, militante nella Seconda Categoria provinciale
- Jolly Bar Migliarino, in serie A1 dei campionati amatoriali CSI[74].